# 푼당 (브라질)

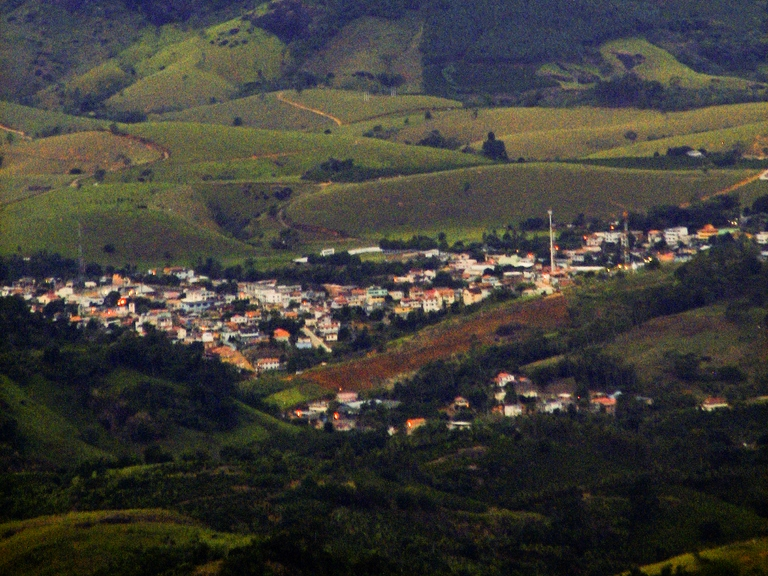
푼당

푼당의 위치

푼당(포르투갈어: Fundão)은 브라질 이스피리투산투주의 도시로 면적은 279.648km2, 높이는 41m, 인구는 17,632명(2012년 기준), 인구 밀도는 63.05명/km2이다. 도시가 설립된 시기는 1923년 7월 5일이다.

시기
시 문장